# Маггеридж, Малькольм
Томас Малкольм Маггеридж (англ. Thomas Malcolm Muggeridge, 24 марта 1903, Сандерстад, Суррей — 14 ноября 1990, Робертсбридж, Восточный Сассекс) — британский журналист, получивший известность как исследователь Голодомора на территории Украинской ССР.

## Биография
Малкольм Маггеридж родился 24 марта 1903 года в Сандерстадте, Суррей в семье политика-лейбориста Генри Маггериджа и Анны Булер. Окончил школу Селхерст.
В 1924 году Малкольм Маггеридж окончил факультет естественных наук в Селвин-колледже Кембриджского университета, после чего отправился в Британскую Индию, чтобы преподавать английскую литературу. По возвращении в Великобританию в 1927 году женился на Кэтрин Доббз (8 декабря 1903 — 11 июня 1994).
Шесть месяцев спустя уехал преподавать в Египет, где познакомился с Артуром Рэнсомом, который находился в Египте в качестве корреспондента «Манчестер Гардиан». Рэнсом порекомендовал Маггериджа издателям «Манчестер Гардиан», куда он устроился работать журналистом.
В молодости Малькольм Маггеридж симпатизировал коммунистическим идеям. В 1932 под влиянием своего увлечения он вместе с женой отправился в Москву корреспондентом «Манчестер Гардиан». В СССР он очень быстро разочаровался в коммунизме.
В 1933 он решил проверить слухи о голоде в Украинской ССР, в связи с чем без разрешения советских властей путешествовал по Украине и на Кавказе. Свои репортажи об увиденных сценах голода он отправлял в «Манчестер Гардиан» дипломатической почтой, что позволило обходить цензуру. Не все его материалы попали в печать, а три его статьи вышли под псевдонимом. В них он запечатлел массовую гибель крестьян, однако без конкретных цифр, которые были ему неизвестны. Благодаря этим статьям, а также статьям Гарета Джонса, с которым он познакомился в Москве, мир смог узнать о размахе Голодомора.
Московский корреспондент «Нью-Йорк Таймс» Уолтер Дюранти отрицал существование голода. Так как Дюранти в 1932 получил за свои репортажи о сталинских пятилетних планах Пулитцеровскую премию, он имел высокую репутацию в мире журналистики. Джонс также писал письма в газету, где работал Маггеридж, для подтверждения его информации о голоде. Поэтому между Маггериджем и «Манчестер Гардиан» произошел конфликт по редакционной политики газеты.
В октябре 1932 г. Маггеридж находился на строительстве Днепрогэса, видел голодных и истощенных крестьян. «The Manchester Guardian» опубликовала его первые репортажи в марте 1933, но без указания фамилии автора. Обзорные заметки «Советы и крестьянство» касались сел Северного Кавказа (25 марта), голода в Украине (27 марта), скудного урожая в перспективе (28 марта). В одной из публикаций Маггеридж также критически высказался о советской системе в целом. 5 и 6 июня его статьи также появились в The Morning Post.
После поездки в СССР Маггеридж начал работу над сатирическим романом «Зима в Москве» (1934), в котором описал условия жизни в социалистической утопии. Он решительно выступил против западных журналистов, которые отказывались критиковать Сталина.
Во время Второй мировой войны Маггеридж состоял на службе в британской разведслужбе МИ6. Его задача состояла в том, чтобы сделать невозможным получение нацистами информации о конвоях союзников у африканского побережья .
Под влиянием матери Терезы, которую он открыл миру своими репортажами из Калькутты, он стал убежденным христианином, римским католиком. Среди прочего, он высказывал недовольство сексуальной и психоделической революцией 1960-х, а также комедией «Житие Брайана по Монти Пайтону», которую подверг критике во время дискуссии на телепередаче Friday Night, Saturday Morning, чем разочаровал также участвовавших в ней представителей комик-труппы «Монти Пайтон» Джона Клиза и Майкла Пейлина, ценивших Маггериджа как сатирика.  
Маггеридж был плодовитым писателем и медиазвездой.
Он, по-видимому, крутил роман с вдовой Дж. Оруэлла Соней в середине 1950-х (об этом свидетельствовал в частности Кингсли Эмис). Несмотря на то, что сам Оруэлл в присмертной просьбе попросил не писать его биографию, уже в том десятилетии стал ощутим запрос на нее; разрешения на написание же спрашивали у его литературной вдовы, и единственным, кому она это разрешила тогда, стал М. Маггеридж. При этом, как отмечал впоследствии оруэлловед Питер Стански, станет ясно, что оный "никогда не напишет [эту] биографию, и что, возможно, все это было попыткой выждать время". (Стански же отмечал, что к 1959 году роман Маггериджа с вдовой Оруэлла, кажется, остыл и та снова вышла замуж.)

## Награды
- Орден «За заслуги» III степени (19 ноября 2008 года, Украина, посмертно) — за весомый личный вклад в донесение до мирового сообщества правды о геноциде украинского народа во время Голодомора 1932—1933 годов, активное участие в проведении Международной акции чествования памяти жертв Голодомора 1932—1933 годов «Неугасимая свеча»[10]

## Книги
- Three Flats: A Play in Three Acts, (1931)
- Winter in Moscow, (1934)
- Picture Palace, (1934, 1987) ISBN 0-297-79039-0
- La Russie. Vue par Malcolme (sic) Muggeridge. Paris, Imprimerie Pascal, Nd (c.1934) 14pp.
- The Earnest Atheist: A study of Samuel Butler, London: Eyre & Spottiswoode, (1936)
- The Thirties, 1930—1940, in Great Britain, (1940, 1989) ISBN 0-297-79570-8
- Affairs of the Heart, (1949)
- How can you Bear to be Human, (1957) by Nicholas Bentley (Muggeridge wrote the introduction) [18]
- Tread Softly for You Tread on My Jokes, (1966)
- Jesus Rediscovered, (1969) ISBN 0-00-621939-X
- Something Beautiful for God, (1971) ISBN 0-00-215769-1
- Paul, Envoy Extraordinary, (1972) with Alec Vidler, ISBN 0-00-215644-X
- Chronicles of Wasted Time: An Autobiography, (1972,2006) ISBN 1-57383-376-2
- Jesus: The Man Who Lives, (1975) ISBN 0-00-211388-0
- A Third Testament: A Modern Pilgrim Explores the Spiritual Wanderings of Augustine , Blake, Pascal, Tolstoy, Bonhoeffer, Kierkegaard, and Dostoevsky, (1976, 2002) ISBN 0-87486-921-8 Full text online.
- Christ and the Media, (1977) ISBN 0-340-22438-X
- In a Valley of This Restless Mind, (1978) ISBN 0-00-216337-3
- Things Past (1979)
- The End of Christendom, (1980) ISBN 0-8028-1837-4
- Like it Was: The Diaries of Malcolm Muggeridge, (1981) ISBN 0-00-216468-X
- Conversion: The Spiritual Journey of a Twentieth Century Pilgrim, (1988, 2005) ISBN 1-59752-101-9
- Chronicles of Wasted Time: volumes I & II including 'The Right Eye ", (2006) ISBN 978-1-57383-376-9